# Brixia antsingensis
Brixia antsingensis är en insektsart som beskrevs av Synave 1965. Brixia antsingensis ingår i släktet Brixia och familjen kilstritar. Inga underarter finns listade i Catalogue of Life.